# Добчур
Добчур — поселок в Братском районе Иркутской области

## География
Поселок находится в 12 км от Покосного.

## Население
По данным Всероссийской переписи населения 2010 года население НП составило 1069 человек
| 2002 | 2010  | 2011  | 2012  |
| ---- | ----- | ----- | ----- |
| 1252 | ↘1069 | ↘1063 | ↘1041 |

## Власть
Поселок в административном плане относится к Добчурскому муниципальному образованию Братского района
Иркутской области